# Parafia Nawiedzenia Najświętszej Maryi Panny w Bardzie
Parafia Nawiedzenia Najświętszej Maryi Panny w Bardzie – parafia rzymskokatolicka znajdująca się w dekanacie kamienieckim diecezji świdnickiej. Była erygowana w XIV w. Jej proboszczem od lipca 2023 jest o. Piotr Wiśniewski CSsR.
W domu zakonnym przy parafii oprócz wspólnoty domowej w latach 2011-2022 mieścił się także postulat redemptorystów. Trwał on jeden rok i postulanci nie podejmowali jeszcze studiów, ale czas ten przeznaczony był dla nich głównie na pracę, modlitwę i rozeznawanie powołania. Od kwietnia 2020 za pośrednictwem transmisji dostępnych na stronie internetowej parafii można oglądać na żywo wszystkie nabożeństwa odbywające się w bazylice.